# Marc Perrin de Brichambaut
Marc Perrin de Brichambaut (ur. 29 października 1948 w Rabacie) – francuski prawnik, urzędnik państwowy i dyplomata, w latach 2005–2011 sekretarz generalny Organizacji Bezpieczeństwa i Współpracy w Europie (OBWE).

## Życiorys
Z wykształcenia prawnik, w 1974 został absolwentem paryskiej École nationale d’administration. Pracował w strukturach Rady Stanu, organu opiniującego projekty aktów prawnych. W 1978 został asystentem zastępcy sekretarza generalnego ONZ do spraw gospodarki międzynarodowej i spraw społecznych. Od 1981 był doradcą ministra spraw zagranicznych Claude'a Cheyssona, a od 1983 szefem gabinetu Rolanda Dumasa, gdy ten stał na czele resortu spraw europejskich i następnie MSZ. W 1986 objął stanowisko radcy kulturalnego w ambasadzie Francji w Nowym Jorku, a w 1988 został głównym doradcą ministra obrony Jeana-Pierre'a Chevènementa. Od 1991 do 1994 przewodniczył delegacji francuskiej na KBWE w Wiedniu. Następnie był dyrektorem departamentu prawnego w Ministerstwie Spraw Zagranicznych (od 1994) i dyrektorem ds. strategii w resorcie obrony (od 1998).
W 2005 mianowany sekretarzem generalnym OBWE. Stanowisko to zajmował do 2011. W 2014 wybrany na sędziego Międzynarodowego Trybunału Karnego w Hadze; zasiadał w tym gremium do 2024.